# Astroblem

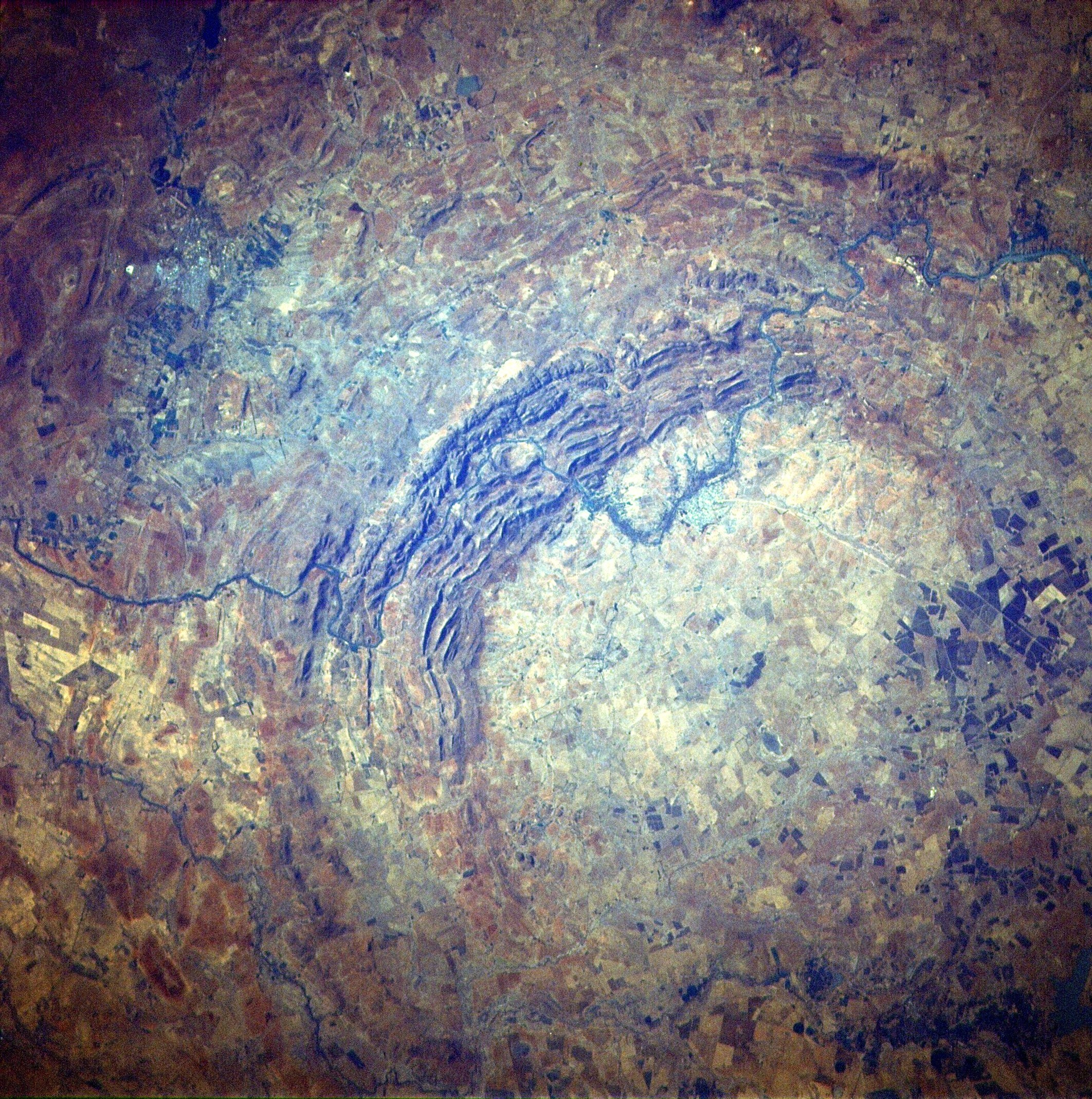
Vredefortkratern i Fristatsprovinsen i Sydafrika är med sin diameter på 300 kilometer världens största astroblem.

Astroblem är det geologiska spår som återstår efter en mycket gammal nedslagskrater som orsakats av en utomjordisk projektil – en meteorit eller komet. Ett meteoritnedslag innebär en mycket hastig och intensiv geomorfologisk förändring av berggrunden. Större meteoritnedslag är emellertid inte särskilt vanliga och tenderar med tiden att nästan helt utplånas av sönderfall och erosion samt övertäckas av sedimenterat material. Kännetecken för ett astroblem är en rund form och fragmentbergarter (breccia) med inslag av slagkäglor, bergarter och bergartsfragment som bara kan bildas under så högt tryck som uppstår vid ett meteoritnedslag.

## Chockmetamorfos

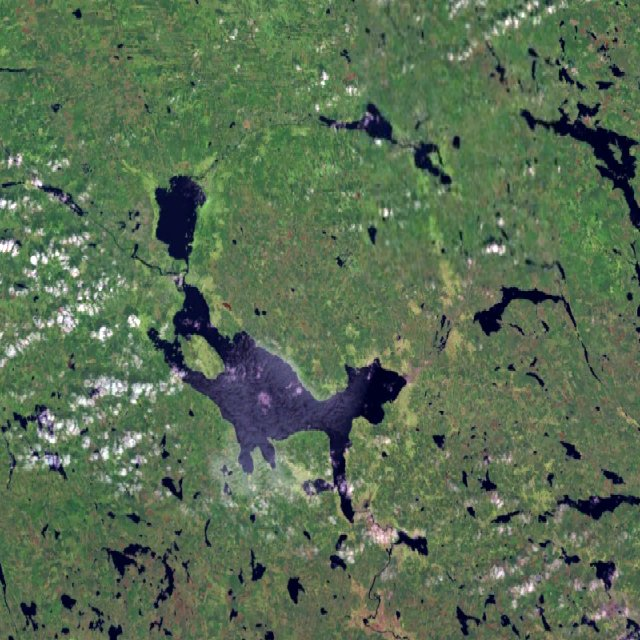
Siljansringen i Dalarna har en diameter på 55 kilometer. Det är det största astroblemet i Europa och ett av de större i världen.

Då en utomjordisk projektil slår ned på jordens yta och exploderar sprids en ögonblicklig och mycket intensiv chockvåg från nedslagsplatsen som ombildar bergarter och mineral – det uppstår en så kallad chockmetamorfos som ger bergarter och mineral med kännetecken unika för meteoritnedslag. Vid tryckvågor på upp till 2 gigapascal uppstår kraftig sprickbildning i berggrunden och kring nedslagsplatsen bildas breccierade fragmentbergarter, en blandning av bergfragment och nedsmält material. Vid tryckvågor på upp till 30 gigapascal bildas dessutom slagkäglor – räfflade och konformade bergartsfragment som kan variera i storlek från enstaka millimeter till flera meter. Slagkäglor hittas vanligen under det som varit nedslagskraterns botten men förekommer även som fragment i impaktbreccia.

Ytterligare ett kännemärke är ombildad kvarts med lameller av amorft kisel som bara kan bildas av en extrem och mycket hastig tryckförändring. Vid tryckvågor på upp till 100 gigapascal smälter mineral helt eller delvis och vid ännu häftigare tryckvågor kan stora delar av berggrunden helt förångas.

## Storlek och ålder
Erosion genom vind och vatten, vindburen sand, vattenburna sediment och lavafloder tenderar med tiden att bryta ned och täcka över nedslagskratern. Nedslagskratern är ofta helt eller delvis övertäckt av yngre bergarter och bär spår av glaciära deformationer. Spåren består i många fall bara av magnetiska och gravitationella variationer i markytan som bara kan observeras från rymden.
Astroblem kan variera kraftigt i storlek. Vredefortkratern i Sydafrika är världens största kända astroblem. Nedslagskratern hade ursprungligen en diameter på 300 kilometer och tros ha orsakats av en meteorit med en diameter på uppskattningsvis 10 kilometer som kraschade mot jorden för omkring 2 miljarder år sedan. En av de få kända, bevarade flerringskratrarna på jorden. Idag återstår mycket lite av den ursprungliga kratern och den kunde inte identifieras som en nedslagskrater förrän människan började titta ned på jorden från rymden.
I landområden med mycket gamla bergarter, så kallade kratoner, finns det spår av nedslagskratrar som uppstod för flera miljoner år sedan. Där förekommer astroblem med diametrar ned till en kilometer. Ett exempel är Siljansringen i Dalarna som med sin diameter på 55 kilometer är Europas största astroblem (se bild). I det som varit nedslagskraterns botten förekommer slagkäglor vilket egentligen, utöver antydan till en rund form, är det enda som gör att man kan identifiera Siljansringen som ett astroblem. Dess ålder har uppskattats till 370 miljoner år (devon). Andra kända astroblem i Sverige är Locknesjön i Jämtland, Dellensjöarna i Hälsingland, Tvären i Södermanland och Mien i södra Småland.
Chicxulubkratern är ett 65 miljoner år gammalt astroblem i Mexikanska golfen norr om Yucatánhalvön i Mexiko. Mindre topografiska och gravitationella spår av en cirkel med en diameter på omkring 180 kilometer omgiven av doliner är det enda som återstår av detta nedslag som antas ha bidragit till det massutdöende som ledde till dinosauriernas utrotning.